# Thurey-le-Mont
Thurey-le-Mont is een gemeente in het Franse departement Doubs (regio Bourgogne-Franche-Comté) en telt 108 inwoners (2009). De plaats maakt deel uit van het arrondissement Besançon.

## Geografie
De oppervlakte van Thurey-le-Mont bedraagt 4,8 km², de bevolkingsdichtheid is dus 22,5 inwoners per km².
De onderstaande kaart toont de ligging van Thurey-le-Mont met de belangrijkste infrastructuur en aangrenzende gemeenten.

## Demografie
Onderstaande figuur toont het verloop van het inwonertal (bron: INSEE-tellingen).